# پارک ملی ناندا دوی
پارک ملی ناندا دوی واقع در اطراف قله ناندا دوی به ارتفاع ۷۸۱۷ متر (۲۵۶۴۶ فوت) است، و در شمال هند قرار دارد.این منطقه در سال ۱۹۸۸ در میراث طبیعی یونسکو ثبت گردید.